# Pavetta platycalyx
Pavetta platycalyx är en måreväxtart som beskrevs av Cornelis Eliza Bertus Bremekamp. Pavetta platycalyx ingår i släktet Pavetta och familjen måreväxter. Inga underarter finns listade i Catalogue of Life.